# Trace Lysette
Trace Lysette (Lexington, 2 ottobre 1981) è un'attrice statunitense.
È nota per essere stata in ambito cinematografico la protagonista della pellicola Monica (2022) e per aver preso parte al cast del film Le ragazze di Wall Street - Business Is Business (2019), per le sue interpretazioni in ambito televisivo nella serie Transparent (2014–2019) e nel documentario Netflix Disclosure.

## Filmografia parziale

### Cinema
- Le ragazze di Wall Street - Business Is Business (Hustlers), regia di Lorene Scafaria (2019)
- Disclosure (Disclosure: Trans Lives on Screen), regia di Sam Feder (2020)
- Venus as a Boy, regia di Ty Hodges (2021)
- Monica, regia di Andrea Pallaoro (2022)

### Televisione
- Law & Order - Unità vittime speciali (Law & Order: Special Victims Unit) – serie TV, episodio 15x04 (2013)
- Transparent – serie TV, 12 episodi (2014-2019)
- I Am Cait – serie TV, 3 episodi (2015)
- Drunk History – serie TV, episodi 4x03-6x05 (2016, 2019)
- RuPaul's Drag Race – serie TV, episodio 9x14 (2017)
- Pose – serie TV, episodi 1x06-2x02 (2018-2019)
- Midnight, Texas – serie TV, episodio 2x05 (2018)

## Doppiatrici italiane
Nelle versioni in italiano delle opere in cui ha recitato, Trace Lysette è stata doppiata da:
- Jacopo Calatroni in Transparent
- Tania De Domenico in Transparent Musicale Finale